# Cardiff (Alabama)
Cardiff ist ein Ort im Jefferson County des US-Bundesstaats Alabama. Das U.S. Census Bureau hat bei der Volkszählung 2020 eine Einwohnerzahl von 52 ermittelt. Die Gesamtfläche des Ortes beträgt 0,5 km².

## Demographie
Nach der Volkszählung aus dem Jahr 2000 hatte Cardiff 82 Einwohner, die sich auf 33 Haushalte und 26 Familien verteilten. Die Bevölkerungsdichte betrug 158,3 Einwohner/km². 93,9 % der Einwohner wahren weiß, 6,1 % afroamerikanisch. In 27,3 % der Haushalte lebten Kinder unter 18 Jahren. Das Durchschnittseinkommen pro Haushalt betrug 34.107 Dollar, wobei 8,1 % der Bevölkerung unterhalb der Armutsgrenze lebten.